# Melbourne Track Classic

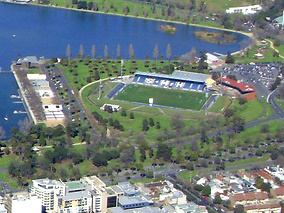
Lakeside Stadium em 2009

O Melbourne Track Classic é um meeting de atletismo que se desenrola todos os anos em Melbourne, Austrália, desde 1980. Faz parte atualmente da IAAF World Challenge e é sediado no Lakeside Stadium, em regra acontece sempre no inicio de março.